# Nesbyen Station
Nesbyen Station (Nesbyen stasjon) er en jernbanestation på Bergensbanen, der ligger i byområdet Nesbyen i Nes kommune i Norge. Stationen består af nogle få spor, en perron og stationsbygning i gulmalet træ, der er opført efter tegninger af Paul Armin Due. Desuden er der en tømmerterminal. Stationen kan benyttes ved besøg i skisportsområdet Nesbyen alpinsenter.
Stationen åbnede 21. december 1907, da banen mellem Gulsvik og Geilo blev taget i brug. Den blev fjernstyret 7. december 1984 og gjort ubemandet 1. december 1999.